# Ей Джей Апългейт
Ей Джей Апългейт (на английски: A.J. Applegate) е американска порнографска актриса и танцьорка.

## Ранен живот
Родена е на 23 септември 1989 г. в Лонг Айлънд, щата Ню Йорк, САЩ и израства в Кънектикът. Тя е от италиански и германски произход.
В ученическите си години се занимава с танци и се изявява като мажоретка за два отбора по американски футбол и полупрофесионален баскетболен отбор. Три години е част от отбор по спортни танци. Също така е хореограф на професионален отбор по американски футбол. Получава сертификат за зумба инструктор. Специализира и стиловете аква зумба и зумба сентао.
След като навършва пълнолетие работи като гол модел и фетиш модел, гоу-гоу танцьорка в Ню Йорк, както и като стриптизьорка в клуб в Кънектикът.

## Кариера
Дебютира като актриса в порнографската индустрия през 2012 г., когато е на 22-годишна възраст.
Заимства псевдонима си от Кристина Апългейт, поради визуалната си прилика с нея.
Във филма „Генгбенг на мен“ (2014) снима дебютната си генгбенг сцена, в която прави за първи път двойно вагинално проникване и двойно анално проникване. За тази си сцена получава и наградата на AVN за най-добра сцена с групов секс.
През 2016 г. участва в първата си генгбенг сцена с чернокожи изпълнители („Моят първи черен генгбенг“).

## Мейнстрийм изяви
Участва във видеоклипа на песента „Quédate Conmigo“ на бачата изпълнителя Закариас Ферейра.

## Награди
Носителка на награди
- 2014: XRCO награда за най-добра нова звезда.[10]
- 2014: XCritic награда за най-добра нова звезда.[11]
- 2015: AVN награда за най-добра сцена с групова секс – „Генгбенг на мен“ (с Джон Стронг, Ерик Евърхард, Мистър Пийт, Рамон Номар, Джеймс Дийн, Джон Джон и Мик Блу).[7]
- 2015: XBIZ награда за най-добра сцена в игрален филм – „Нюансите на Скарлет“ (с Мистър Пит).[12]
- 2016: XRCO награда за оргазмен аналист.[13]

Номинации
- 2015: Номинация за AVN награда за изпълнителка на годината.[14]